# Michael Leavitt

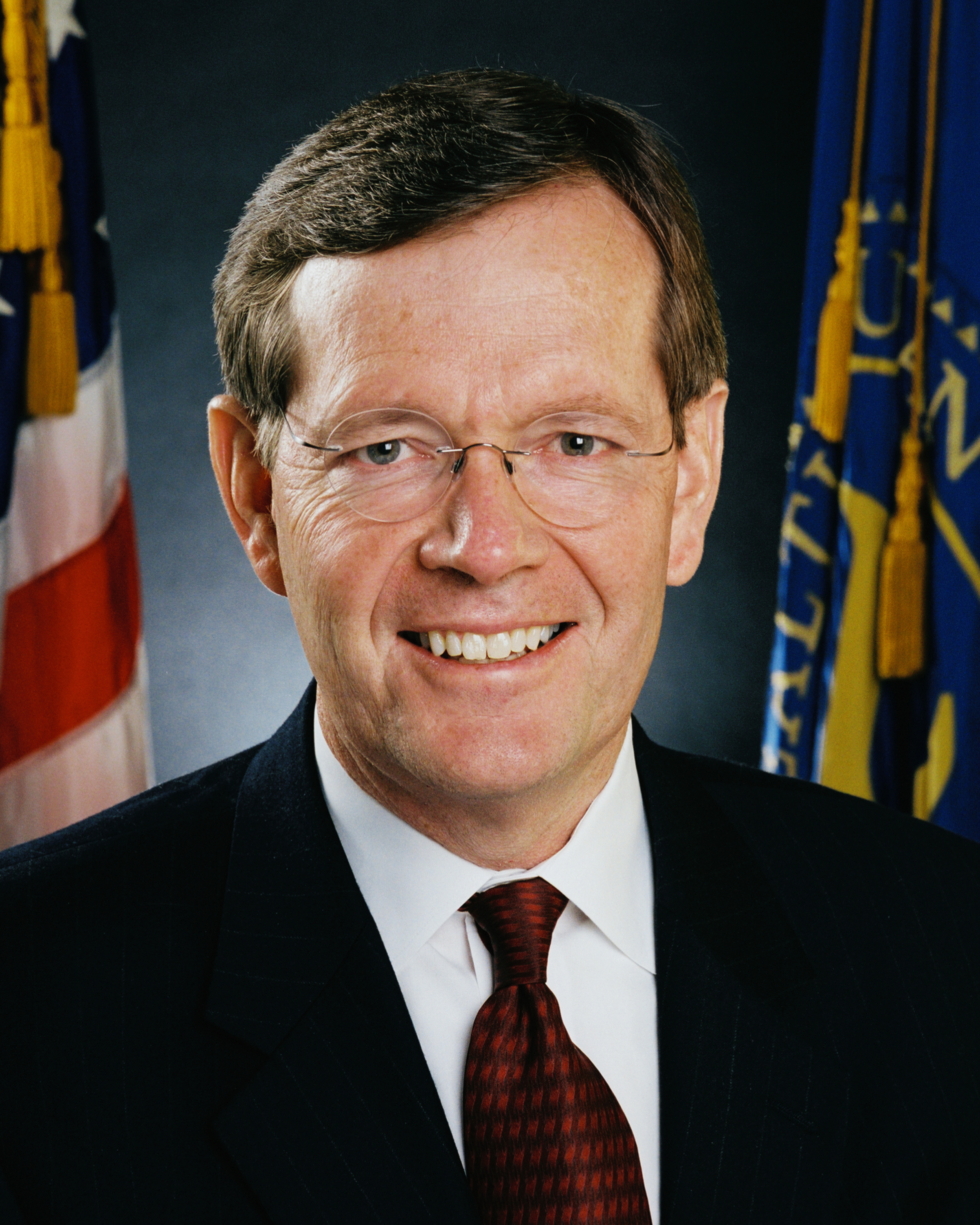
Mike Leavitt

Michael Okerlund Leavitt (* 11. Februar 1951 in Cedar City, Utah) ist ein US-amerikanischer Politiker (Republikanische Partei). Er war von 2005 bis 2009 der 8. Gesundheitsminister der Vereinigten Staaten.

## Privates
Leavitt besitzt einen Bachelor-Titel in Ökonomie und Wirtschaft der Southern Utah University. Er ist mit Jacalyn Smith verheiratet und Vater von fünf Kindern. Leavitt ist Mitglied der Kirche Jesu Christi der Heiligen der Letzten Tage (Mormonen).

## Karriere
Er war von 1992 an der 14. Gouverneur von Utah und wurde bis 2000 zweimal wiedergewählt. Am 5. November 2003 trat er von seinem Gouverneursamt zurück, um einen Tag später als 10. Leiter der Environmental Protection Agency (Umweltschutzbehörde) vereidigt zu werden. Zuvor, am 11. August desselben Jahres, wurde er von George W. Bush für das Amt vorgeschlagen und am 28. Oktober 2003 vom Senat mit 88:8 Stimmen bestätigt. Er war außerdem Mitglied des Homeland Security Advisory Council (etwa: Heimatschutzbeirat).
Präsident Bush nominierte ihn am 13. Dezember 2004 als neuen Gesundheitsminister nach Tommy Thompson. Er wurde am 26. Januar 2005 durch akustische Stimmabgabe von Senat bestätigt. Mit dem Ende von Bushs Amtszeit im Januar 2009 schied auch Leavitt aus dem Kabinett aus.